# Sveti Križ Začretje
 Sveti Križ Začretje  falu és község Horvátországban Krapina-Zagorje megyében. Közigazgatásilag Brezova, Ciglenica Zagorska, Donja Pačetina, Dukovec, Galovec Začretski, Klupci Začretski, Komor Začretski, Kotarice, Kozjak Začretski, Mirkovec, Pustodol Začretski, Sekirišće, Temovec, Vrankovec, Završje Začretsko, Zleć, Štrucljevo és Švaljkovec tartozik hozzá.

## Fekvése
Zágrábtól 32 km-re északra a Horvát Zagorje területén, a Krapinica, a Šemnica és Pačetina patakok összefolyásánál az A2-es autópálya mellett fekszik. Nyugatról és keletről hegyek, míg északról délre a Krapinica széles völgye határolják.

## Története
A település nevének első felét a Szent Kereszt tiszteletére szentelt templomáról kapta. A plébánia alapításáról nem áll rendelkezésünkre pontos adat, de 1334-ben a zágrábi káptalan helyzetéről írott oklevélben már említik a Nuzlin fia Péter birtokán álló Szent Kereszt templomot, melyet már jóval korábban építettek. A helyiek szerint a plébániatemplom a 12. vagy a 13. századból ered, a 18. században átépítették.
A településnév második felének eredetéről az kering a köztudatban, hogy az a horvát "čret" szóból ered, mely mocsaras erdőt jelent. A név illik is a területre, melyet gyakran öntött el a víz a Krapinčica, a Šemnica és a Pačetina patakok áradása során. A mai névváltozat eszerint a "za čret", azaz a mocsaras erdőre (megyek) alakból alakult ki. A történet pedig úgy szól, hogy amikor 1233-ban Béla herceg a későbbi IV. Béla király az ellenség elől menekülve elakadt a mai Bedekovčinánál a sárban, egy itt lakó mester javította meg a kocsiját, akinek hálából birtokot és nemességet adományozott. A birtok ekkor kapta a Začretje nevet.
A 17. században a Keglevich család birtoka volt, régi kastélyát 1622-ben említik először. Ekkor Keglevich III. György birtoka volt. 1662-ben Keglevich György fia Zsigmond is meghalt és lánya Borbála örökölte a birtokot, aki Orehovec István felesége lett. 1665-ben Keglevich Borbála nagyobb összeggel támogatta a templomot. 1667-ben a birtok nagybátyja testvérének leszármazottjára Keglevich VII. Péterre szállt. Ekkor már állt a mai kastély régi szárnya. 1724-ben Péter fiáé Keglevich II. Lászlóé lett a birtok, majd fiai Sándor és Péter örökölték. 1755-ben Keglevich VIII. Péter özvegye a birtokot szomszédvári és medvevári Sermage Péternek adta el. 1832-ben Sermage Henriett grófnő a porosz Ernest von Schlippenbach grófhoz ment feleségül, családjuk is itt élt a kastélyban. 1887-ben a kastély Vraniczay Jankó vásárolta meg. A család 1936-ig birtokolta az épületet, amikor Vraniczay Ferenc özvegye eladta és állami tulajdonba került, majd iskola lett.
A falu első iskolája még 1838-ban nyílt meg, első tanítója Antun Špoljar volt. Az új iskola épülete 1914-ben nyitotta meg kapuit. 1876-ban Pavol Frizir házában olvasókör is működött, mely nagyban elősegítette Sveti Križ kulturális fejlődését. A településnek 1857-ben 109, 1910-ben 169 lakosa volt. Trianonig Varasd vármegye Krapinai járásához tartozott. A településnek 2001-ben 868 lakosa volt.

## Nevezetességei
- A Szent Kereszt tiszteletére szentelt plébániatemploma[2] középkori eredetű, eredetileg gótikus stílusú volt, de a 18. században átépítették. 1334-ben említik először. Klasszicista főoltárát 1786-ban gipszből építették. Nagyon értékesek a mellékoltárok és a szószék, melyet 1777-ben készítettek. A jobb oldali mellékhajóban található Krisztus siratása szobor a 15. század végéről, vagy a 16. század elejéről származik. 14 regiszteres, két manuálos orgonáját 1894-ben Heferer műhelyében építették, 1997-ben restaurálták.
- A Szent Vid kápolnát 1630 körül építették, főoltárát 1718-ban emelték. 2000-ben a kápolnát teljesen megújították.
- A plébániatemplom közelében áll a késő barokk Keglevich-kastély,[3] melyet egykori birtokosáról Vraniczay Jankóról csak Jankovdvornak neveznek. A kastélyt a 17. században építették egy régebben itt állt kúria helyén. Régi épületszárnya 1667-ben már állt, új épületszárnyát a 18. században építették. Amíg a régi szárny észak-déli, addig az új északnyugati irányú, tompaszöget bezárva a másik szárnnyal. A kastélyt park övezi és kerti kapujához hatvan méter hosszú gesztenyefasor vezet.
- A Mirkóczy-kastély az itt a 16. és 17. században birtokos Mirkóczy családról kapta a nevét.